# هلن کوئین

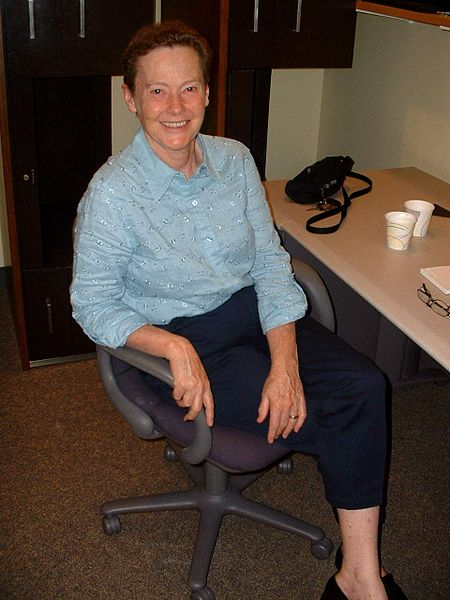

هلن کوئین (انگلیسی: Helen Rhoda Arnold Quinn؛ زاده ۱۹ مهٔ ۱۹۴۳) یک فیزیک‌دان اهل ایالات متحده آمریکا است.